# Viellenave-de-Navarrenx
 Viellenave-de-Navarrenx es una población y comuna francesa, en la región de Aquitania, departamento de Pirineos Atlánticos, en el distrito de Oloron-Sainte-Marie y cantón de Navarrenx.

## Demografía
| 288 | 298 | 311 | 310 | 337 | 342 | 327 | 331 | 335 | 316 | 288 | 315 | 294 | 335 | 349 | 342 | 300 | 295 | 285 | 267 | 247 | 225 | 197 | 191 | 180 | 175 | 164 | 156 | 151 | 161 | 187 | 167 | 140 | 154 |
| Para los censos de 1962 a 1999 la población legal corresponde a la población sin duplicidades (Fuente: INSEE [Consultar]) |     |     |     |     |     |     |     |     |     |     |     |     |     |     |     |     |     |     |     |     |     |     |     |     |     |     |     |     |     |     |     |     |     |